# Nieder Neuendorf
Nieder Neuendorf, gelegentlich auch Niederneuendorf geschrieben, ist ein Wohnplatz der Stadt Hennigsdorf und liegt nordwestlich von Berlin.

## Lage

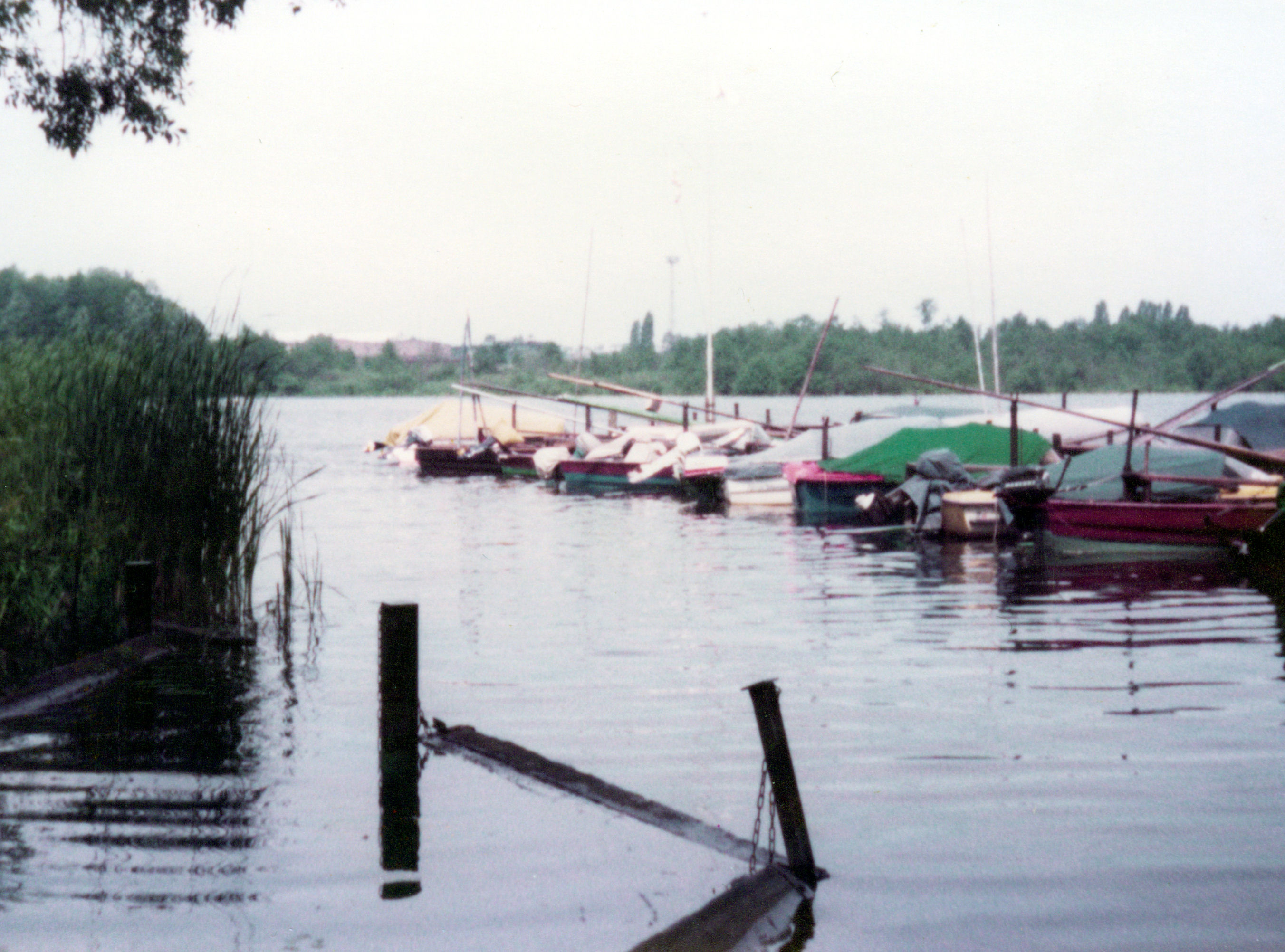
Nieder Neuendorfer See von Berlin-Heiligensee aus gesehen, 1982

Der Ort erstreckt sich entlang der hier zum Nieder Neuendorfer See aufgeweiteten Havel, in deren Mitte die Landesgrenze zwischen den Bundesländern Brandenburg und Berlin verläuft. Auf dem östlichen Seeufer liegt der Berliner Bezirk Reinickendorf (Ortsteil Heiligensee). Im Süden grenzt Nieder Neuendorf an den Ortsteil Papenberge. Im Norden wird Nieder Neuendorf vom Ortsteil Hennigsdorf durch den Havelkanal getrennt.

## Geschichte

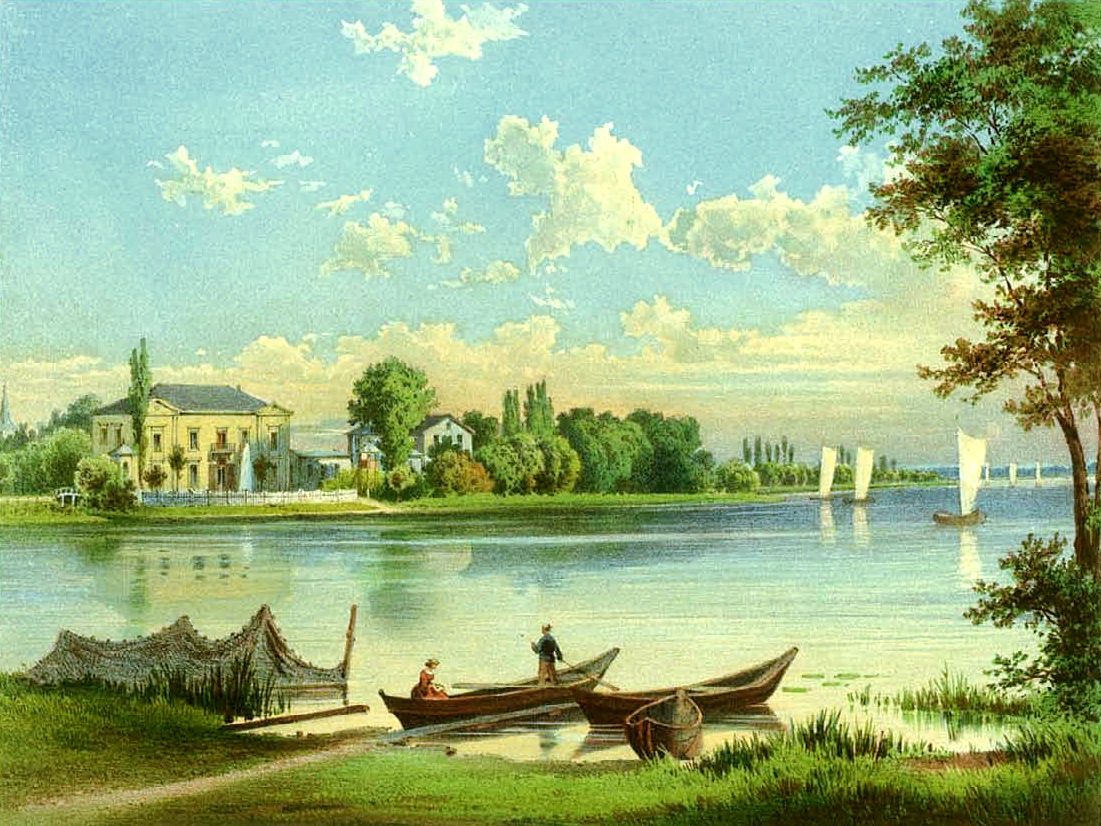
Gut Nieder Neuendorf um 1860, Sammlung Alexander Duncker

Im Mittelalter gewann der Ort Bedeutung durch den Fährverkehr nach Heiligensee. Das Gut Nieder Neuendorf wurde 1885 von dem Verleger Emil Cohn erworben, der nach und nach weitere Grundstücke ringsum aufkaufte. Dessen Kinder verkauften das Gut und einen Teil der Grundstücke ab 1909 an die AEG, die wenig später hier und im angrenzenden Hennigsdorf einen ihrer größten Produktionsstandorte errichtete. Westlich von Nieder Neuendorf entstand 1912 ein AEG-Werkflugplatz. Emil Cohns Erben planten 1932, die restlichen Grundstücke zu parzellieren und als Bauland für den Bau von Einfamilienhäusern zu verkaufen. Die Machtübernahme der Nationalsozialisten verhinderte die weitere Fortführung des Projektes. Die Erben wurden 1938 gezwungen, ihre Grundstücke unter Wert an die Gewobag zu verkaufen. Viele Mitglieder der Familie Cohn kamen in den Vernichtungslagern um. Der schon zu Beginn der 1940er Jahre angefangene Bau des Cohnschen Viertels (damals für „Rüstungsarbeiter der AEG“) wurde in den 1950er Jahren fortgesetzt (Nauener, Hirsch- und Fasanenstraße).
Nieder Neuendorf wurde 1923 nach Hennigsdorf eingemeindet.
Mit dem Bau des Havelkanals wurde 1951 unter dem Namen „Paretz-Niederneuendorfer Kanal“ begonnen, um den Schiffsverkehr um West-Berlin herumführen zu können. Nach der Fertigstellung 1953 hieß er zunächst „Kanal des Friedens“.
Die evangelische Gemeinde Nieder Neuendorf gehört zum Kirchenkreis Berlin Nord-Ost (bis 2008: Berlin-Pankow) im Sprengel Berlin der Evangelischen Kirche Berlin-Brandenburg–schlesische Oberlausitz.

## Bauwerke

### Dorfkirche

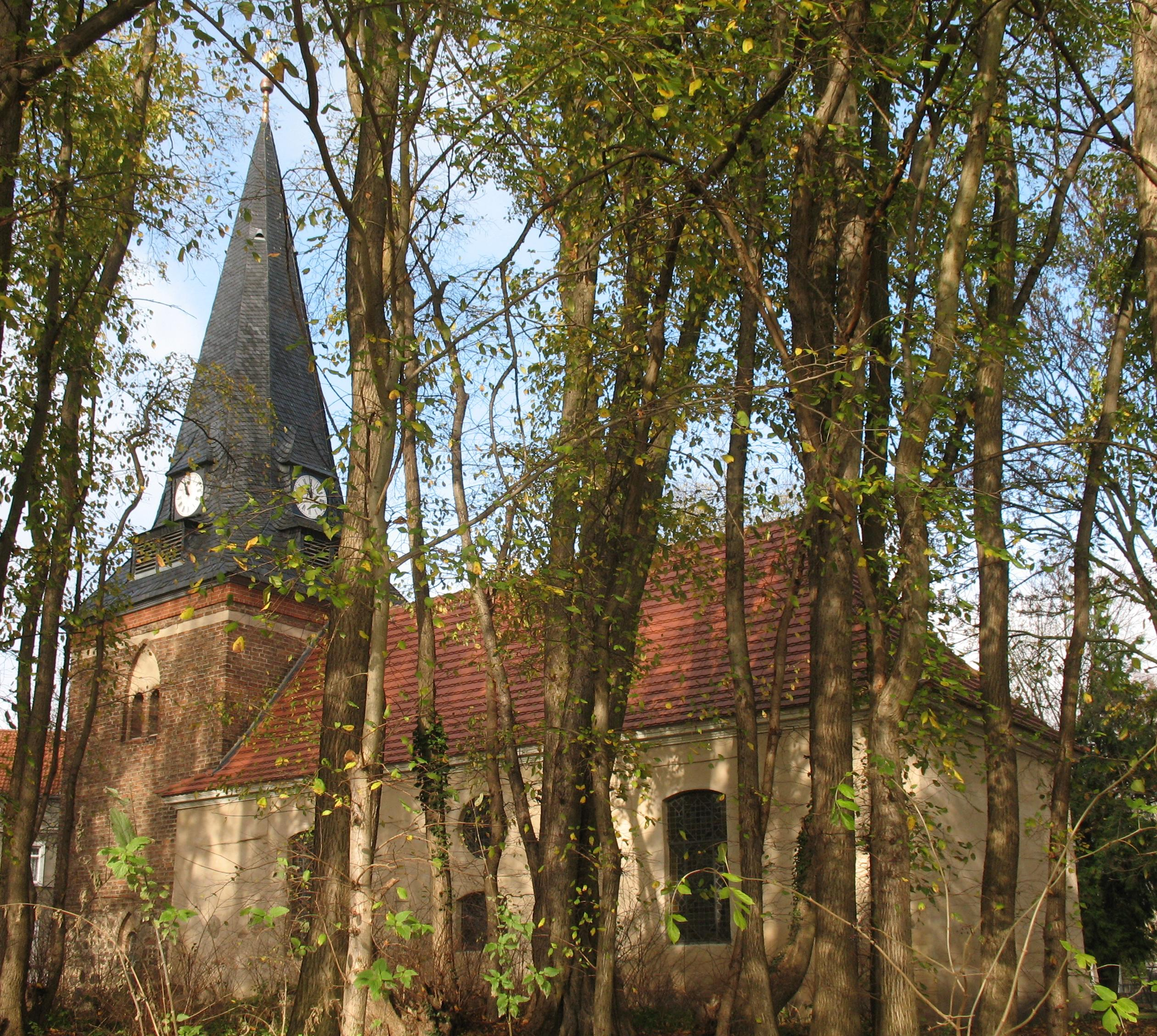
Dorfkirche in Nieder Neuendorf

Mittelpunkt des Ortskerns ist die aus Feldsteinen errichtete Dorfkirche, die älteste im Stadtgebiet von Hennigsdorf. Das Altarkreuz und die Leuchter entwarf Karl Friedrich Schinkel. Den Innenraum prägt seit 1948 die sparsame Glasmalerei von Carl Crodel.

### Grenzturm

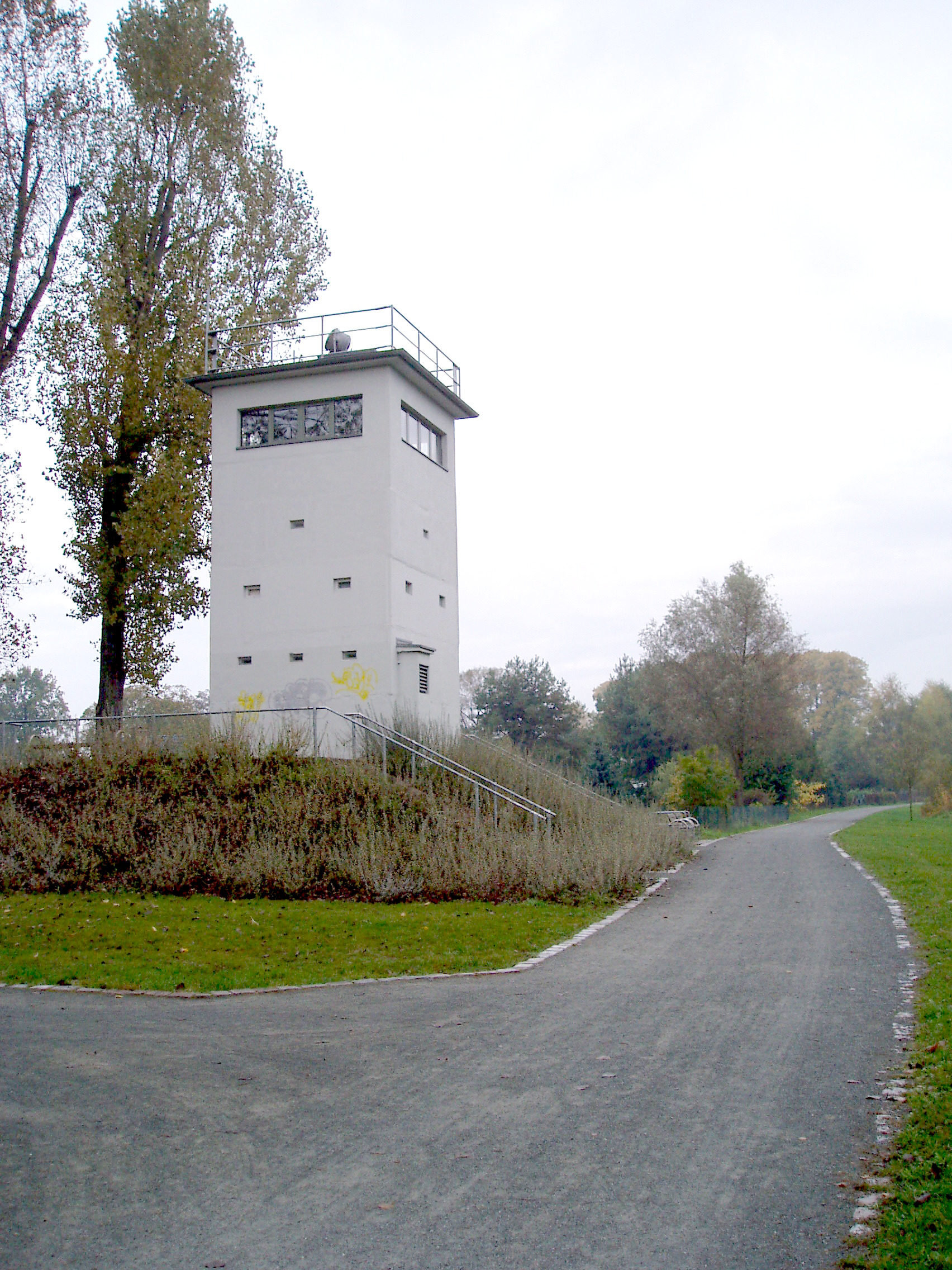
Alter Grenzturm in Nieder Neuendorf

Aus der Zeit der Teilung Deutschlands und der Abriegelung West-Berlins durch die DDR zwischen 1961 und 1989 ist ein Grenzturm erhalten, in dem eine Ausstellung zur Berliner Mauer untergebracht ist.
Im südlich gelegenen Waldstück Papenberge, unweit von diesem Grenzturm, liegen zwei ehemalige Exklaven West-Berlins, Fichtewiese und Erlengrund. Diese wurden zu DDR-Zeiten von West-Berliner Bürgern als Gartenkolonie genutzt. Die Exklave Erlengrund ließ sich nur per Boot aus dem gegenüberliegenden Berliner Stadtteil Konradshöhe erreichen, die Exklave Fichtewiese bis zu einem Gebietsaustausch am 1. Juli 1988 nur durch ein Tor im Grenzzaun.

## Verkehr

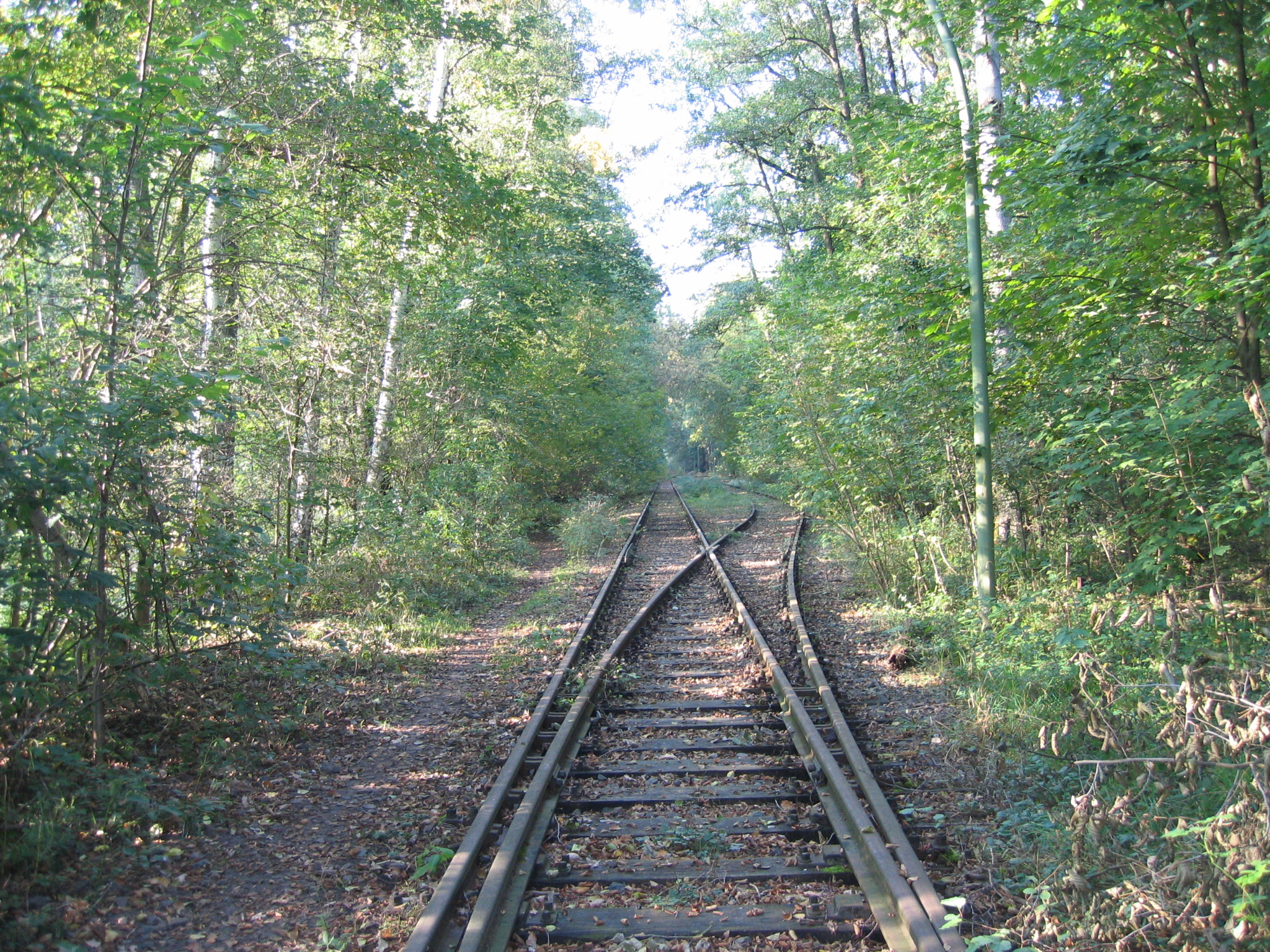
Gleise der Bötzowbahn zwischen Berlin-Spandau und Nieder Neuendorf

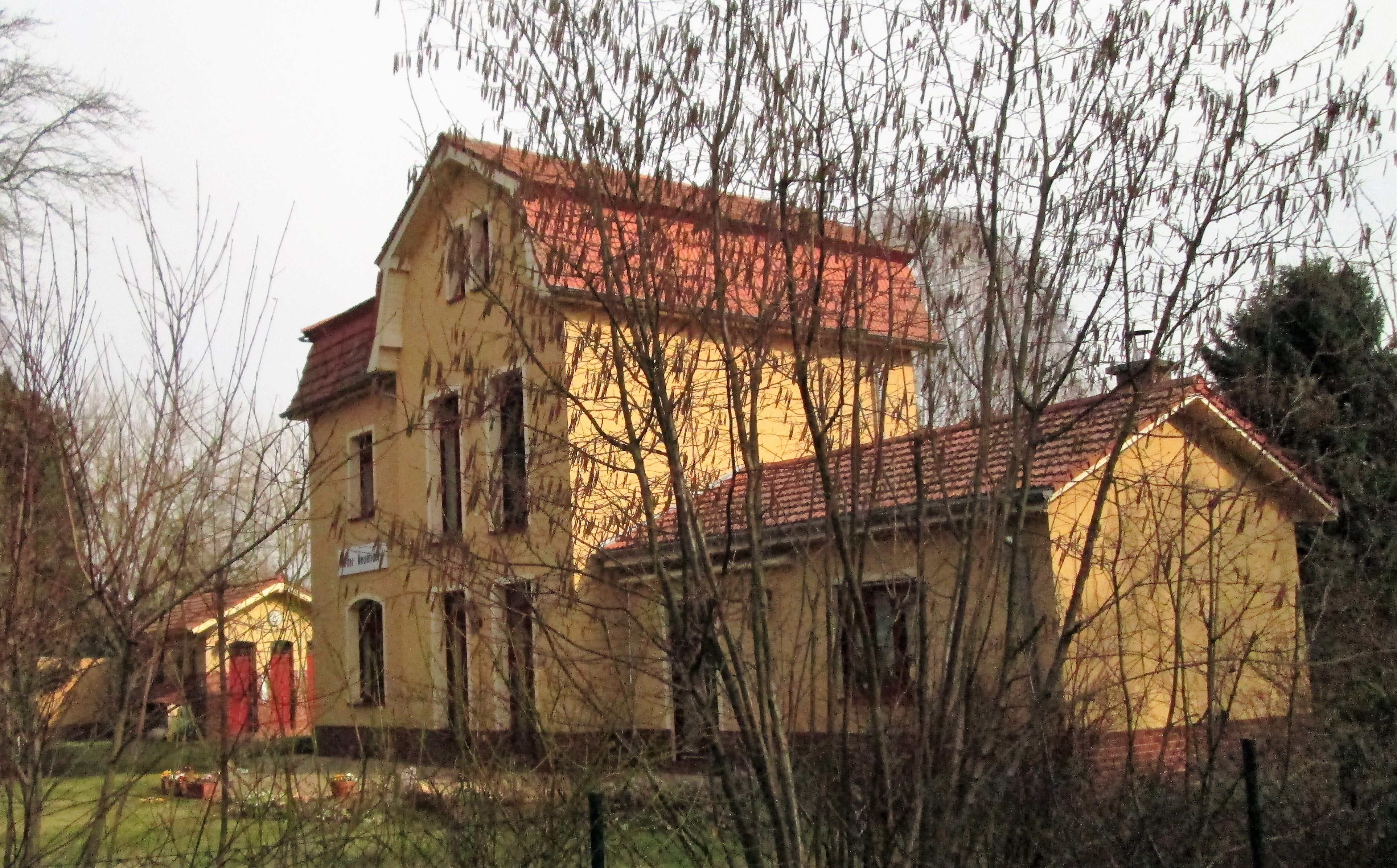
Das ehemalige Bahnhofsgebäude in Nieder Neuendorf

Nieder Neuendorf liegt an der brandenburgischen Landesstraße 172, die von der Stadtgrenze Berlin (Berlin-Hakenfelde) bis nach Hennigsdorf verläuft. Eine von den Berliner Verkehrsbetrieben (BVG) und der Oberhavel Verkehrsgesellschaft (OVG) gemeinsam betriebene Buslinie 136 verbindet Berlin-Spandau und Hennigsdorf mit vier Haltestellen in Nieder Neuendorf.
Zwischen 1909 und 1952 war Nieder Neuendorf Bahnstation an der Bahnstrecke Spandau–Bötzow der sogenannten Bötzowbahn, die von den Osthavelländischen Kreisbahnen betrieben wurde. Die Gleise dieser Bahn benutzte zwischen 1923 und 1945 auch die Spandau-West–Hennigsdorfer Kleinbahn. Es handelte sich um eine straßenbahnähnliche Kleinbahn, die als Linie 120 Bestandteil des Berliner Straßenbahnnetzes war. Den historischen Bezug zur einstigen Bahnanbindung stellt noch heute die Nieder Neuendorfer Bahnhofstraße her, die zum ehemaligen und noch erhaltenen Bahnhofsgebäude (heute Privateigentum) führt.
Durch Nieder Neuendorf führen der Berliner Mauerweg, der Radweg Berlin–Kopenhagen und der Havelradweg.

## Persönlichkeiten

### Mit dem Ort verbunden
- Johann Georg II. von Ribbeck (1601–1666), Hauptmann von Spandau, Gutsbesitzer zu Nieder Neuendorf von 1633 bis 1640.
- Gustav von Bennigsen (1790–1867), preußischer Generalmajor.
- Emil Cohn (1832–1905), Verleger, Gutsbesitzer zu Nieder Neuendorf von 1885 bis 1905.
- Theodor Schauenburg (1885–1917), AEG-Testflieger und Fluglehrer, stürzte 1917 bei Looping-Versuchen in Nieder Neuendorf tödlich ab.
- Walter Hoefig (1889–1918), Flugpionier, Flieger bei der AEG in Hennigsdorf, stürzte 1918 in Nieder Neuendorf tödlich ab.
- Otto Nuschke, (1883–1957), Vorsitzender der Ost-CDU und stellvertretender Ministerpräsident der DDR lebte nach seinem Berufsverbot 1933 als Landwirt in Nieder Neuendorf, wo er dann auch am 27. Dezember 1957 starb. Anfang der 1920er Jahre hatte er hier 70 Morgen Ackerland erworben. 1924 bis 1926 ließ er einen kleinen Hof mit Wohnhaus und Stall errichten, den sein Sohn bewirtschaften sollte. Nach seiner 1923 verstorbenen ersten Ehefrau nannte er das Anwesen „Gertrudenhof“.

## Sonstiges
In Nieder Neuendorf mündete der im Zusammenhang mit der Entwässerung des Havelländischen Luchs angelegte Nieder Neuendorfer Kanal in die Havel. Mit dem Mauerbau direkt an der Havel wurde der Mündungsbereich des Kanals aufgegeben.

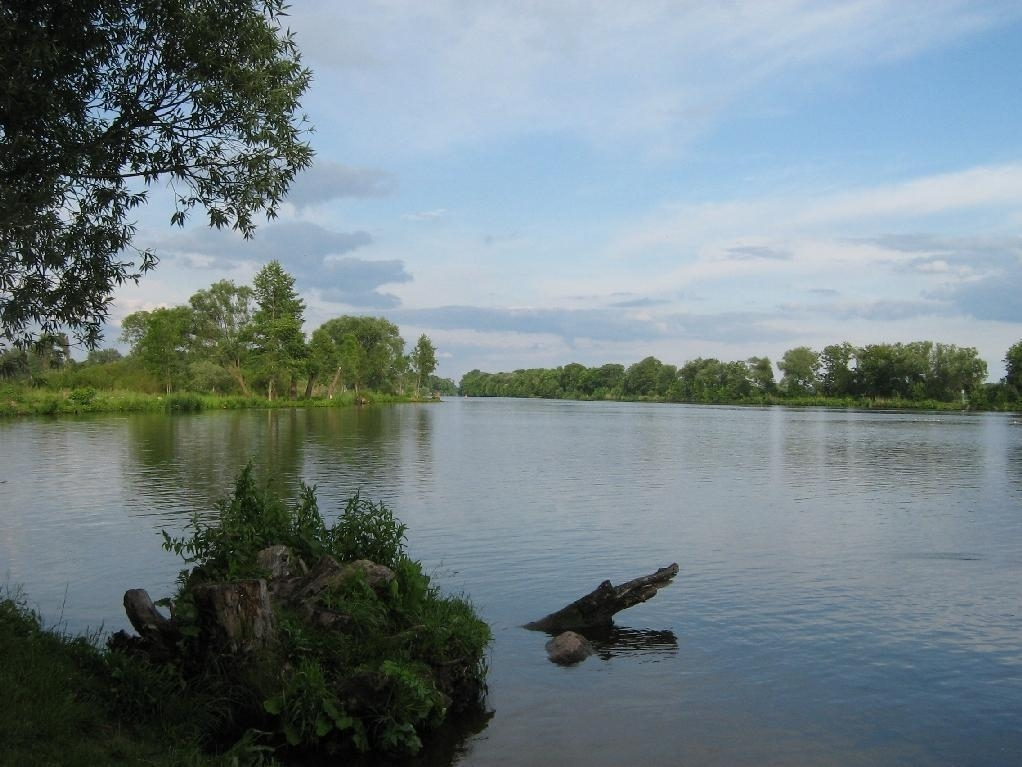
Der Beginn des Havelkanals am Nieder Neuendorfer See der Havel

An der Ortsgrenze zu Hennigsdorf am Nieder Neuendorfer See nimmt der Havelkanal seinen Anfang, der von km 0,41 an der Havel bis nach Paretz und wieder in die Havel bei km 34,59 führt. Er wurde auf Beschluss des Ministerrates der DDR vom 19. April 1951 angelegt, u. a. um die Schifffahrt auf der Havel durch West-Berliner Gebiet (Spandau) zu umgehen.
Zur Zeit der Wende war die Einwohnerzahl des Wohnplatzes aufgrund der Lage an der DDR-Grenze auf 300 gesunken. Seitdem wurden durch umfangreiche Planungsmaßnahmen neue Gebiete erschlossen, insbesondere ein Wohngebiet am Yachthafen. Die Einwohnerzahl ist bis Ende 2008 auf fast 4500 gestiegen.